# 13 Pułk Dragonów (Cesarstwo Niemieckie)
13 Pułk Dragonów (Szlezwicko-Holsztyński) (niem. Schleswig-Holsteinisches Dragoner-Regiment Nr. 13)  – pułk kawalerii niemieckiej okresu Cesarstwa Niemieckiego.

## Charakterystyka
Pułk został sformowany 27 września 1866. Stacjonował w Metz . Wchodził w skład XVI Korpusu Armijnego .

 Wiosną 1914 był w strukturze 33 Brygady Kawalerii z 33  Dywizji Piechoty.
W wyniku mobilizacji, w sierpniu 1914 pułk osiągnął gotowość bojową i w składzie 33 Brygady Kawalerii z 6 Dywizji Kawalerii został wysłany na front zachodni.

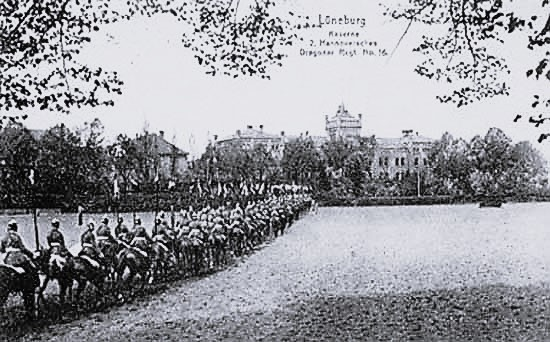
Koszary pułku